# 宝塚市立光ガ丘中学校
宝塚市立光ガ丘中学校（たからづかしりつ ひかりがおかちゅうがっこう）は、兵庫県宝塚市光ガ丘2丁目に所在する公立中学校。地元では「光中」と呼ばれる。山の頂上に位置し、風光明媚な景色を眺めることができる。

## 沿革
- 1989年（平成元年）4月1日 - 開校。

## 通学区域
- 大字蔵人、大字小林、大字伊孑志、光ガ丘1-2丁目、青葉台1-2丁目、野上3-6丁目、武庫山1-2丁目、月見山1-2丁目、紅葉ガ丘、長寿ガ丘、湯本町、梅野町、ゆずり葉台1-3丁目[1]。

## 著名な出身者
- 小園海斗（プロ野球選手）
- 寺内健（飛び込み選手）
- 木嶋真優（ヴァイオリン奏者）
- 武知海青（THE RAMPAGE from EXILE TRIBE）
- 咲乃深音（宝塚歌劇団花組娘役）
- こうちゃん(お笑い芸人、ファンファーレと熱狂)
- 例えば炎(お笑い芸人)

## 通学区域が隣接している学校
- 宝塚市立宝塚第一中学校
- 宝塚市立宝梅中学校
- 宝塚市立御殿山中学校
- 西宮市立塩瀬中学校
- 西宮市立山口中学校
- 西宮市立苦楽園中学校
- 西宮市立甲陵中学校